# Tonnellerie du Speyside
Pour les articles homonymes, voir Speyside.

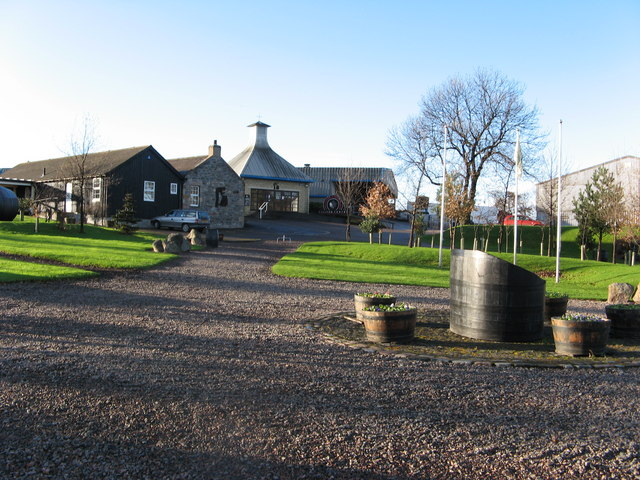
Accueil des visiteurs.

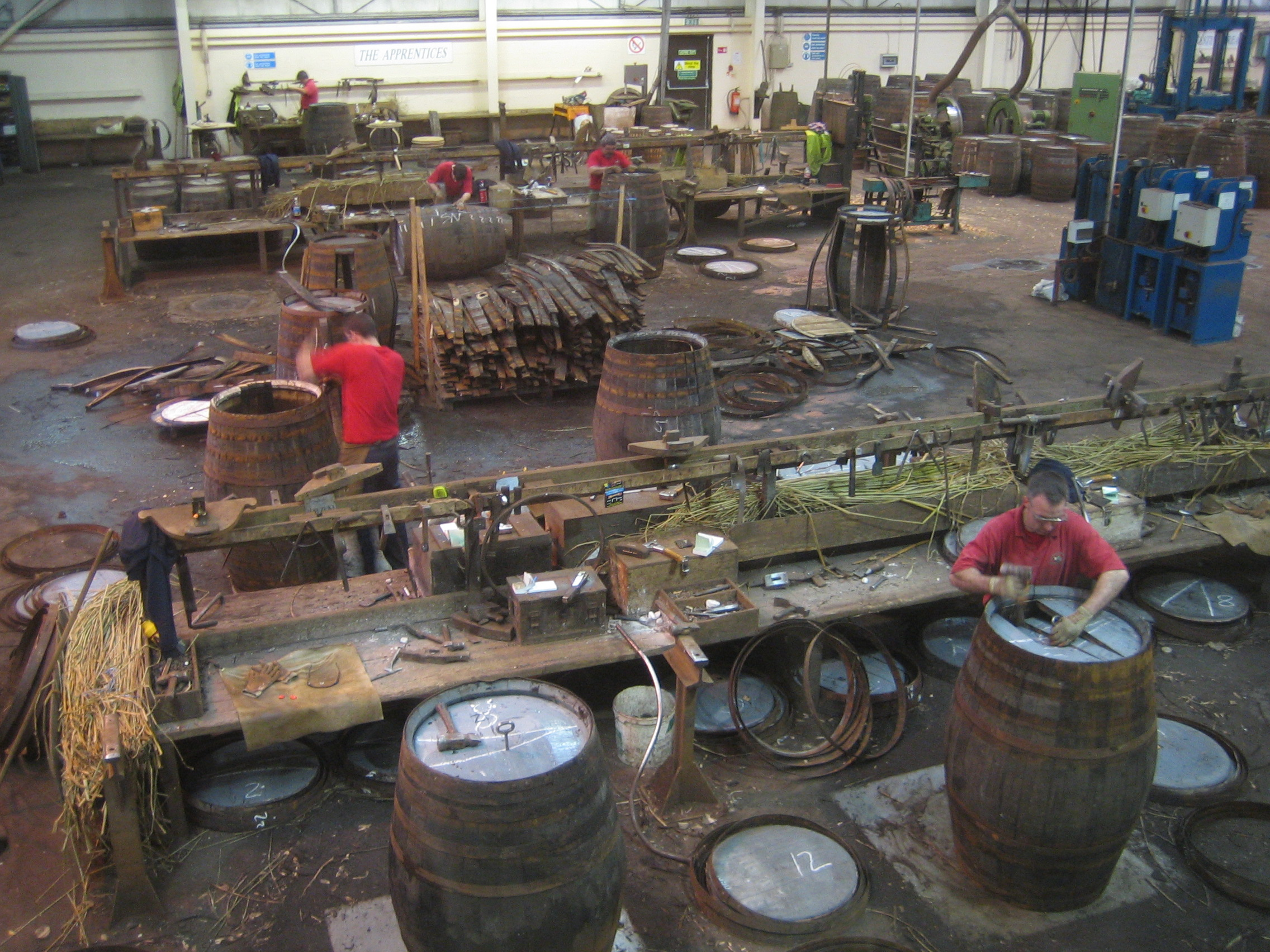
Atelier.

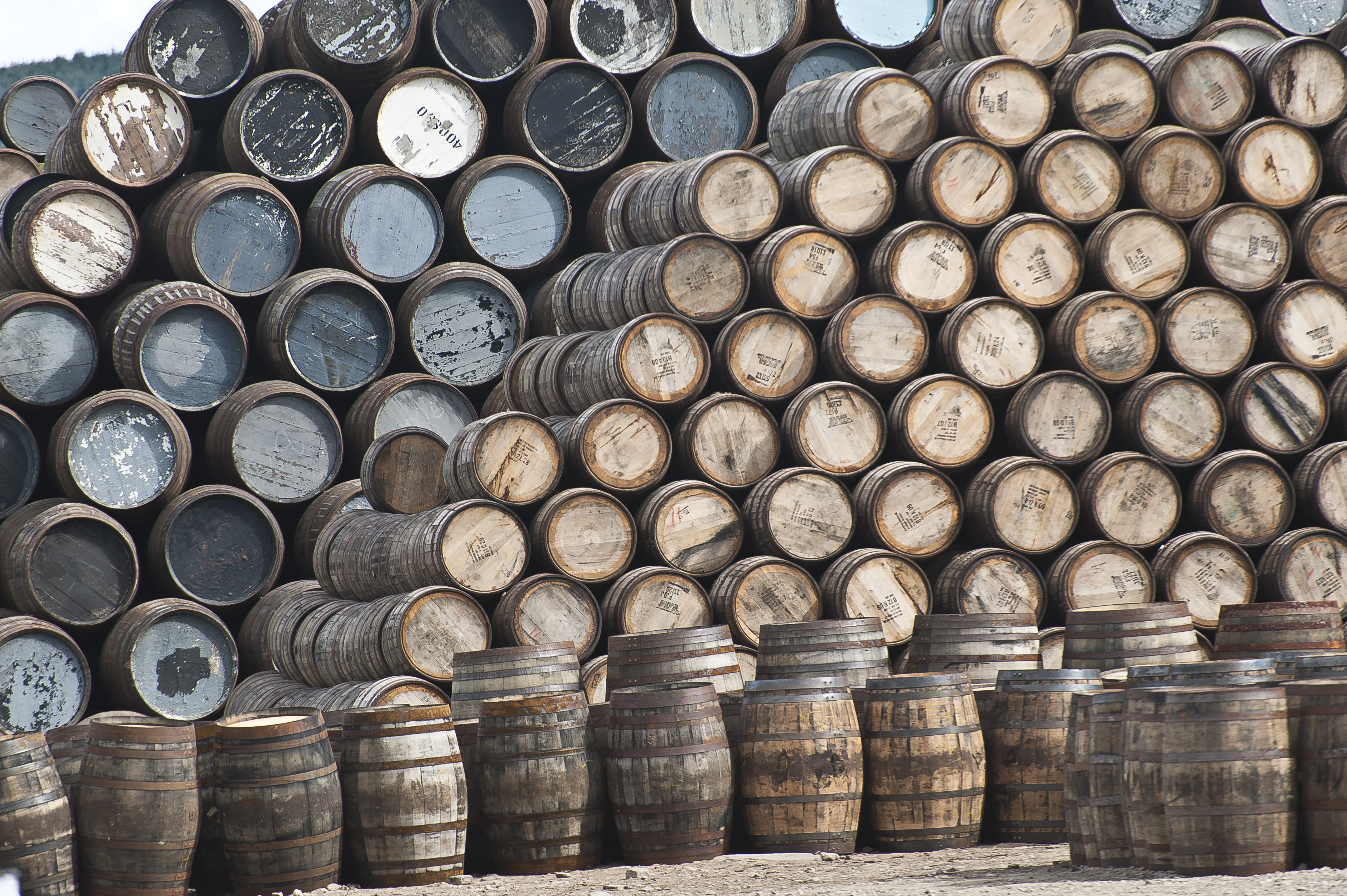
Le stockage des fûts en plein air

La tonnellerie du Speyside (en anglais Speyside Cooperage) est une tonnellerie située à Craigellachie en Écosse. Son centre d’accueil des visiteurs, le seul du genre au Royaume-Uni, fait partie de la Malt Whisky Trail,.
Elle répare et fabrique près de 150 000 tonneaux en chêne par an qui sont utilisés par les distilleries de whisky du Speyside environnant, mais également de toute l’Écosse.
Propriété de la famille Taylor depuis sa fondation en 1947, la tonnellerie a été rachetée en 2008 par l’entreprise française Tonnellerie François Frères.